# Пингу-д’Агуа
Пингу-д’Агуа (порт. Pingo-d'Água) — муниципалитет в Бразилии, входит в штат Минас-Жерайс. Составная часть мезорегиона Вали-ду-Риу-Доси. Входит в экономико-статистический микрорегион Каратинга. Население составляет 3726 человек на 2006 год. Занимает площадь 66,820 км². Плотность населения — 55,8 чел./км².

## Статистика
- Валовой внутренний продукт на 2003 год составляет 9 152 130,00 реалов (данные: Бразильский институт географии и статистики).
- Валовой внутренний продукт на душу населения на 2003 год составляет 2428,27 реалов (данные: Бразильский институт географии и статистики).
- Индекс развития человеческого потенциала на 2000 год составляет 0,685 (данные: Программа развития ООН).